# 8A busz (Kaposvár)
A kaposvári 8A jelzésű busz a Belváros és a Villamossági Gyár között közlekedett. A buszvonalat a Kaposvári Tömegközlekedési Zrt. üzemeltette. Megszűnése óta több megállóját átnevezték.

## Útvonal
A táblázatban az autóbusz-állomásról induló irány látható.
| Útvonal                |
| ---------------------- |
| Helyi autóbusz-állomás |
| Fő utca                |
| Hősök tere             |
| Mező utca              |
| Dr. Guba Sándor utca   |

## Megállóhelyek
A táblázatban a megállók az állomásról induló irány szerint vannak felsorolva.
| Megálló                              | Össz. km (oda) | Össz. idő (oda) | Össz. km (vissza) | Össz. idő (vissza) | Átszállási lehetőség                                                            | A közelben található |
| ------------------------------------ | -------------- | --------------- | ----------------- | ------------------ | ------------------------------------------------------------------------------- | --- |
| Helyi autóbusz-állomás               | 0              | 0               | 4,5               | 12                 | 1, 3, 4, 5, 6, 7, 8, 8B, 8E, 8Y, 9, 10, 11, 11Y, 12, 13, 14, 15, 18, 31, 81, 91 | Polgármesteri Hivatal, Járási Hivatal, Szivárvány Kultúrpalota, Corso Bevásárlóközpont, Retro Club, Somogy Áruház, Rippl-Rónai Múzeum, Somogy Megyei Levéltár, Somogy Megyei Önkormányzat, Távolsági autóbusz-állomás, Rendelőintézet, Szarvas Üzletház, Vasútállomás |
| Vasútállomás                         | 0,7            | 2               | -                 | -                  | 6, 7, 8, 8B, 8E, 8Y, 9, 10, 18, 81, 91                                          | Vasútállomás, Posta, Csiky Gergely Színház, TIT, Magyar Államkincstár, SZÜV-székház, Somogyterv Irodaház, KSH, Nagypiac |
| Fő u. 48.                            | 1,2            | 4               | -                 | -                  | 7, 8, 8B, 8E, 8Y, 9, 10, 18, 81, 91                                             | Kodály Zoltán Központi Általános Iskola; Munkaügyi Központ, Kereskedelmi és Iparkamara; Dél-Dunántúli Regionális Fejlesztési Ügynökség; Zichy Mihály Iparművészeti, Ruhaipari Szakképző Iskola és Kollégium |
| Ruhagyár (ma Fő u. 37-39.)           | -              | -               | 3,9               | 8                  | 7, 8, 8B, 8E, 8Y, 9, 10, 12, 18, 81, 91                                         | Kaposvári Ruhagyár Rt. egykori épülete, Kodály Zoltán Központi Általános Iskola, Munkaügyi Központ, Hotel Dorottya****, Corso Étterem, OTP Igazgatóság, Somogy Megyei Kormányhivatal, Somogy TV, Magyar Nemzeti Bank egykori székháza, Bevándorlási és Állampolgársági Hivatal, Táncsics Mihály Gimnázium, Főposta (Postapalota), Országos Egészségbiztosítási Pénztár, Óvoda, Agóra - Együd Árpád Kulturális Központ, Takáts Gyula Megyei és Városi Könyvtár |
| Hársfa utca                          | 1,5            | 5               | 3,5               | 7                  | 7, 8, 8B, 8E, 8Y, 9, 18, 81, 91                                                 | Kaposi Mór Oktató Kórház, Kaposvári Nyomda, Rippl-Rónai József Közlekedési Szakképző Iskola és Kollégium |
| Hősök temploma                       | 2,1            | 6               | 3                 | 6                  | 7, 8, 8B, 8E, 8Y, 18, 27, 81                                                    | Hősök temploma, Keleti temető, Zsidó temető, Rákóczi Stadion, Kaposvári malom, Kaposvári cukorgyár, ÉDOSZ Művelődési Ház, Orvosi rendelők, Óvoda, Posta, Delta udvar |
| Mező utcai csomópont                 | 2,8            | 8               | 2,3               | 4                  | 8, 8B, 8E, 18, 20, 20A, 23, 26, 81                                              | Keleti temető, ipari telephelyek, nagykereskedések |
| Gázszerelő Vállalat (ma Izzó utca)   | 3,2            | 9               | 1,9               | 3                  | 8, 8E, 18, 23                                                                   | Videoton Ipari Park, ipari telephelyek, nagykereskedések |
| Villanytelep (ma Guba Sándor u. 57.) | 3,4            | 10              | 1,7               | 2                  | 8, 8E, 18, 23                                                                   | E.ON Kaposvári Régióközpont, ipari telephelyek, nagykereskedések |
| Vízmű (ma Guba Sándor u. 81.)        | 4,1            | 11              | 1                 | 1                  | 8, 8E, 18, 23                                                                   | Vízmű, ipari telephelyek, nagykereskedések |
| Villamossági Gyár                    | 4,6            | 12              | 0                 | 0                  | 8, 8E, 18, 23                                                                   | Vízmű, Kaposvári Villamossági Gyár, ipari telephelyek, nagykereskedések |